# 김재덕 (종교인)
김재덕(1920년 6월 1일 ~ 1988년 6월 5일)은 대한민국의 로마 가톨릭교회 사제였다. 1947년에 사제가 되었으며, 1973년에 주교로 승품되어 1981년까지 천주교 전주교구의 교구장이었다.